# Dr Adder
Pour les articles homonymes, voir Adder.
Dr Adder (titre original : Dr. Adder) est un roman noir de science-fiction écrit par K. W. Jeter paru en 1984.

## Publications
Le roman a été écrit par l'auteur en 1972, mais seulement publié en 1984 aux éditions Bluejay Books.
En France, le roman a été traduit par Michel Léderer et publié en 1985 aux éditions Denoël dans la collection Présence du futur avec le numéro 409  (ISBN 2-207-30409-4).
Il est réédité en 2014 par les éditions ActuSF dans leur collection Perles d'Épice.

## Thème du roman
L'intrigue du roman se situe en une uchronie où les États-Unis sont éclatés entre diverses zones qui peinent à coopérer entre elles et qui sont dirigées par des chefs féodaux ou « seigneurs de guerre », avec un semblant de gouvernement qui tente de contrôler les nouvelles technologies.
Le Dr Adder est un chirurgien-plastique, qui modifie les organes sexuels de ses patients pour satisfaire ses perversions les plus troubles. Il est dépeint comme à la fois étant un fou criminel et une figure de la contre-culture.
Selon Philip K. Dick, la publication du roman a été retardée d'une décennie en raison de l'extrême-violence sexuelle qui est décrite.
Néanmoins ce roman fait figure, rétrospectivement, comme l'un des premiers romans cyberpunk.

## Distinction
Le roman est cité dans La Bibliothèque idéale de la SF, Albin Michel, (1988).